# Vito Schlickmann
Vito Schlickmann (* 28. Dezember 1928 in São Ludgero; † 14. Februar 2023) war ein brasilianischer römisch-katholischer Geistlicher und Weihbischof in Florianópolis.

## Leben
Vito Schlickmann empfing am 28. November 1954 die Priesterweihe. Er war von 1954 bis 1959 Lehrer am Priesterseminar von Azambuja in Brusque und von 1959 bis 1970 Regens und Lehrer am Priesterseminar von Antônio Carlos sowie von 1970 bis 1984 Regens des Priesterseminars und Heiligtums von Azambuja (portugiesisch Santuário de Azambuja). Von 1978 bis 1984 war er zudem Direktor des Erzdiözesanmuseums in Azambuja. Neben seiner Tätigkeit als Pfarrer von Santa Terezinha in Brusque studierte er von 1986 bis 1987 Kirchenrecht in Rio de Janeiro. Nach seelsorgerischen Tätigkeiten in Campinas, São José, und in Barreiros, São José war er von 1991 bis 2004 Generalvikar des Erzbistums Florianópolis. Zudem war er von 1992 bis 2002 Präsident des Regionalen Kirchengerichts von Santa Catarina, 2003 und 2004 stellvertretender Gerichtsvikar des Kirchengerichts und von 1990 bis 1995 und von 2004 bis 2010 Professor für Kirchenrecht am Instituto Teológico de Santa Catarina (ITESC) in Florianópolis.
Papst Johannes Paul II. ernannte ihn am 25. Januar 1995 zum Weihbischof in Florianópolis und zum Titularbischof von Gurza. Der Erzbischof von Florianópolis, Eusébio Scheid SCI, spendete ihm am 10. Mai desselben Jahres die Bischofsweihe; Mitkonsekratoren waren Tito Buss, Bischof von Rio do Sul, und Murilo Sebastião Ramos Krieger SCI, Bischof von Ponta Grossa.
Am 3. März 2004 nahm Papst Johannes Paul II. seinen altersbedingten Rücktritt an. Vito Schlickmann war weiterhin als Ruhestandsgeistlicher in der Seelsorge tätig. Er widmete sich noch mehr seiner Leidenschaft für Orchideen und Bromelien und züchtete sie in der Associação Pe. Augusto Zucco (APAZ) im Barreiros-Viertel in São José. Er besaß eine der größten Bromeliensammlungen Brasiliens. Vito Schlickmann starb nach langer Krankheit am 14. Februar 2023.

## Schriften
- Familia em Oracao: Para a Familia se Encontrar com Deus na Vida Diaria, Vozes 2016, ISBN 978-8532652959
- Chamado para servir: autobiografia, Sagrada Família 2021
- Chamado para Servir, Sagrada Família 2022